# Mei Hong Lin
Mei Hong Lin (* 1959 in Luodong, Landkreis Yilan, Taiwan) ist eine taiwanische Tänzerin und Choreografin.

## Leben und Werk
Mei Hong Lin absolvierte eine klassische, chinesische Tanzausbildung. Sie tanzte in der Lanyang Dance Troupe in Taiwan. Danach ging sie nach Europa. Lin studierte an der Accademia Nazionale di Danza in Rom, danach an der Folkwanghochschule in Essen bei Pina Bausch. Von 1991 bis 1992 leitete sie als Ballettdirektorin die Tanzabteilung des Theaters Plauen-Zwickau, von 1997 bis 2002 war Mei Hong Lin im Ballettdirektorium am Theater Dortmund. Von 2004 bis 2005 übernahm sie die Tanzdirektion am Staatstheater Darmstadt.
Ab 2013 war Mei Hong Lin als künstlerische Leiterin von TANZLIN.Z am Landestheater Linz tätig. Die Choreografin wurde zu internationalen Festivals eingeladen, zum Beispiel 2010 mit dem Stück Schwanengesang zum Taipei International Festival nach Taiwan, 2014 mit Blind Date nach Korea und 2016 mit Orfeo ed Euridice zum 14. Internationalen Opern Festival nach Daegu (Korea), auf dem die Produktion mit dem Grand Prix ausgezeichnet wurde. 2017 und 2018 erhielt sie für ihre Produktionen den Österreichischen Musiktheaterpreis.
Mei Hong Lin führte auch Regie und schuf Choreografien für Oper, Operette, Musical und Schauspiel. Sie kreierte Produktionen für die Theater von Augsburg, Bielefeld, Innsbruck, Kaiserslautern, Linz, Schwerin, Rostock, die Oper Leipzig und das Schauspiel Leipzig, die Staatsoperette Dresden, die Oper Toulon, das Teatro Real Madrid, die Göteborgsoperan und die Erfurter DomStufen-Festspiele.
Nach Vorwürfen von Ensemblemitgliedern wurde Mei Hong Lins Vertrag mit dem Landestheater Linz 2022 vorzeitig gelöst.

## Choreografien (Auswahl)
- Hôtel du Nord, nach dem Roman von Eugène Dabit
- Ainadamar, Musik von Osvaldo Golijov
- Jesus Christ Superstar, Musik von Andrew Lloyd Webber
- The Juliet Letters - Briefe an Julia
- Lala auf der Couch, Musik von Serge Weber
- Blind Date, Musik von Astor Piazzolla, James Brown, den Rolling Stones
- Die Brautschminkerin, nach Motiven der taiwanesischen Autorin Li Ang, Musik von Michael Erhard
- Orfeo ed Euridice, Musik von Christoph Willibald Gluck
- Schwanengesang, frei nach Motiven von Georges Rodenbachs Roman Bruges-la-morte, Musik von Michael Erhard
- Romeo und Julia, frei nach Motiven von William Shakespeare, Musik von Serge Weber[5]
- Carmina Burana, Musik von Carl Orff
- Schwanensee, Musik von Pjotr Iljitsch Tschaikowski
- Marie Antoinette, Musik von Walter Haupt
- Die kleine Meerjungfrau und der Geburtstag der Infantin, Musik von Alexander von Zemlinsky und Franz Schreker, nach Motiven von Hans Christian Andersen und Oscar Wilde
- Sacre du printemps | Metamorphosen; Metamorphosen von Richard Strauss und Le Sacre du printemps von Igor Strawinsky[6]
- Cinderella von Sergei Prokofjew[7][8][9]
- Bilder einer Ausstellung Musik von Modest Mussorgski[10][11]

## Auszeichnungen
- 2006 German Artist of the Year Award
- 2011 Deutscher Theaterpreis Der Faust, Nominierung, für Die Brautschminkerin
- 2012 Deutscher Theaterpreis Der Faust, Nominierung, für Romeo und Julia
- 2016 Grand Prix, 14. Internationales Opern Festival Daegu (Korea), für Orfeo ed Euridice
- 2017 Österreichischer Musiktheaterpreis, Beste Ballettproduktion, für Schwanensee
- 2018 Österreichischer Musiktheaterpreis, Beste Ballettproduktion, für Die kleine Meerjungfrau